# Allogymnopleurus spilotus
Allogymnopleurus spilotus es una especie de escarabajo que pertenece al género Allogymnopleurus y a la familia Scarabaeidae. Fue descrita por Macleay en 1821 y se encuentra ampliamente distribuida en Asia, incluyendo los estados indios de Bihar, Bengala Occidental, Karnataka y Tamil Nadu.